# بنای شماره ۱۲ (خانه شماره ۲)
بنای شماره ۱۲ (خانه شماره ۲) مربوط به دوره قاجار است و در شهرستان آستانه اشرفیه، بخش کیاشهر، شهر کیاشهر، خیابان امام خمینی واقع شده و این اثر در تاریخ ۷ اسفند ۱۳۸۶ با شمارهٔ ثبت ۲۱۵۴۸ به‌عنوان یکی از آثار ملی ایران به ثبت رسیده است.